# Астразон синий ФГЛ
Астразон синий ФГЛ (C.I. Basic Blue 22) — катионный краситель. Как и другие катионные красители, отличается компактностью молекулы, наличием катионного центра (аммонийной группы) и тем, что используется для крашения полиакрилонитрильных волокон.
Астразон синий ФГЛ получают из 4-бром-1-метиламиноантрахинона взаимодействием с 1-амино-3-диметиламинопропаном и последующей обработкой образующегося промежуточного продукта диметилсульфатом: